# الديوان الوطني التونسي للسياحة
الديوان الوطني التونسي للسياحة (بالفرنسية: Office national du tourisme tunisien أو اختصارا ONTT) هي مؤسسة تونسية عمومية ذات صبغة غير إدارية تتمتع بالشخصية المدنية والاستقلال المالي. تقع الشركة تحت إشراف وزارة السياحية التونسية.

## المهام
هذا الديوان يلعب دورا هاما جدا في القطاع السياحي في تونس. دوره الأساسي تطبيق سياسة الدولة في القطاع السياحي من تنمية وتنظيم ومراقبة النشاط السياحي وكذلك الترويج والنهوض به وأيضا التكوين المهني للعمل في هذا المجال.

## التمثيليات في الخارج
لدي الديوان عدة تمثيليات في دول عدة في العالم. يوجد أسفله مواقع التمثيليات في هذه الدول:
- الموقع الرسمي في الجزائر بالفرنسية.
- الموقع الرسمي في ألمانيا بالألمانية.
- الموقع الرسمي في النمسا بالألمانية.
- الموقع الرسمي في بلجيكا بالفرنسية.
- الموقع الرسمي في كندا بالفرنسية.
- الموقع الرسمي في إسبانيا بالإسبانية.
- الموقع الرسمي في فرنسا بالفرنسية.
- الموقع الرسمي في بريطانيا بالإنجليزية.
- الموقع الرسمي في هولندا بالهولندية.
- الموقع الرسمي في المجر بالمجرية.
- الموقع الرسمي في إيطاليا بالإيطالية.
- الموقع الرسمي في روسيا بالروسية.
- الموقع الرسمي في بولندا بالبولندية.
- الموقع الرسمي باللغات الإسكندنافية.
  - الموقع الرسمي في الدنمارك بالدنماركية.
  - الموقع الرسمي في النرويج بالنرويجية.
  - الموقع الرسمي في فنلندا بالفنلندية.
  - الموقع الرسمي في السويد بالسويدية.
- الموقع الرسمي في سويسرا بالفرنسية.
- الموقع الرسمي في الولايات المتحدة الأمريكية بالإنجليزية.

## مقالات ذات صلة
- السياحة في تونس
- وزارة السياحة (تونس)

## روابط خارجية
- الموقع الرسمي للديوان الوطني التونسي للسياحة.
- الموقع الرسمي لوزارة السياحة التونسية.